# Милан Парошки (политичар)
Милан Парошки (Турија, 5. март 1957) српски је политичар и публициста.

## Биографија
Рођен је 1957. године у Турији код Србобрана. Дипломирао је политикологију на Факултету политичких наука у Београду. На истом факултету је магистрирао на тему Политичка улога и значај сталешких сабора у српској средњовековној држави и докторирао на тему Идеја саборности и државни сабори у српској политичкој традицији.
Објавио више текстова у часопису НаТрон, уредио више књига и каталога, написао више приказа и рецензија за потребе Банатског удружења књижевника.
Тренутно је запослен је у Градском заводу за заштиту споменика културе у Новом Саду. Поред тога на свом имању у Војводини бави се пољопривредом.
Парошки је учествовао у трећем серијалу ријалити-шоуа „Фарма“ из којег је избачен након увреда на националној и верској основи упућених денс певачу Андрији Ђоганију (алијас Баки Б3).

## Политички рад
Милан Парошки постао је познат у јавности почетком деведесетих година када је после првих вишестраначких избора постао посланик Народне странке која је била у предизборној коалицији са СПО, изабран у 187. изборној јединици (Нови Сад IV). Прославио се дугим говорима у српском парламенту због чега је добио надимак „српски Кастро“. Познат је по својим националистичким иступима. Учествовао је на деветомартовским демонстрацијама и био један од говорника на њима. Априла месеца 1991. године Милан Парошки је на митингу у Јагодњаку у Барањи на којем је учествовао заједно са Војиславом Шешељом, наводно изговорио да ниједан Хрват не може узурпирати ту територију и када би то урадио „треба га слободно убити као кера поред плота“ (Парошки тврди да ово никада није изговорио). Временом се разишао са Вуком Драшковићем и основао Народну странку. Учествовао је са својом партијом на изборима за председника Србије 1992. године и био трећепласирани иза Слободана Милошевића и Милана Панића. Тада је освојио 3,16% гласова односно 147.693. гласова. Касније је био у коалицији са Зораном Ђинђићем којим се разишао 1997. године због Ђинђићеве одлуке да бојкотује изборе. У првом кругу председничких избора 1997. године освојио је девето место са 27. 100 гласова односно 0,66% гласова. Од 2000. године лагано почиње да ишчезава са политичке сцене. Учествовао је на парламентарним изборима у коалицији „За народно јединство“ заједно са Драганом Марковићем Палмом, Бориславом Пелевићем и Маријаном Ристичевићем. Листа је освојила 68.537 гласова, односно 1,8% гласова. На парламентарним изборима 2008. године предводио је изборну листу „Народни покрет за Србију“ Од 22. изборне листе колико је учествовало на изборима, Парошки је заузео 19. место са свега 3.795. гласова, односно 0,07% гласова. Приликом пререгистрације странака у Србији 2010. године, Парошки није успео да скупи неопходних 10.000 потписа па је своју странку ујединио са странком Српска слога чији је председник Љубомир Симић.
Деведесетих година Парошки је држао маратонски говор у Скупштини Србије. Говор је прекинуо тадашњи председник Скупштине Радоман Божовић. План Парошког био је да говори 24 часа, да га у томе није омео Божовић.

## Дела
- R-H негативно, 1990.
- Хроника за уједињено Српско краљевство, 1993.
- О држави и народу, 2000.
- Андавил, 2001.
- Раци, 2003.
- Ра и нови светски поредак, 2003.
- Усекованије, 2006.
- Свети Сава и Соломонова мудрост : Жича - најстарији дводоми парламент на свету, 2009.
- Скупштинска пророчанства, 2012.
- Сораби су презали ирвасе : научни есеји и математички скуп бога Сунца - Ра, 2015.